# Budd Company
Budd Company («Бадд», полное наименование в 1912—1946 годы Edward G. Budd Manufacturing Company) — машиностроительная компания США, основанная в 1912 году. В 1910-е и 1920-е годы компания специализировалась на крупносерийном производстве кузовов для автосборочных производств, а с 1928 года сосредоточилась на разработке технологий обработки нержавеющих сталей и создании опытных образцов самолётов, автомотрис и лёгких поездов. После постройки успешного опытного дизель-поезда «Зефир» (1933—1934) «Бадд» переключилась на производство пассажирских вагонов и автомотрис для железных дорог и метрополитенов США, и за полвека выпустила около 11 тысяч вагонов из нержавеющей стали. Компания стала ключевым поставщиком подвижного состава для метрополитенов Нью-Йорка, Чикаго и Филадельфии. В 1970-е годы бизнес «Бадд» угас. Основное вагоностроительное производство было закрыто в 1987 году, а остававшиеся активы ликвидированы в 2006—2012 годы.

## Предыстория
Основатель компании Эдвард Гоуэн Бадд родился в 1870 году в Делавэре. Получив на родине специальность рабочего-станочника, он переехал в Филадельфию, где проработал девять лет на заводе и получил базовое инженерное образование в вечерних классах местных колледжей. В 1899 году он начал работать чертёжником на заводе, поставлявшем полуфабрикаты мебельной фирме «Хейл и Килберн» — производителю сидений для железнодорожных вагонов. «Хейл и Килберн» переманили Бадда; на новом месте он разработал новую конструкцию штампованных металлических сидений на замену традиционным деревянным и построил опытный цельнометаллический пассажирский вагон. По мере роста автомобильной промышленности «Хейл и Килберн» стали получать заказы на производстве стальных штамповок для сборки кузовов. Бадд решил занять выгодную нишу самостоятельно: в 1912 году он ушёл из компании, и основал собственное кузовное производство под именем Edward G. Budd Manufacturing Company.

## Кузовное производство

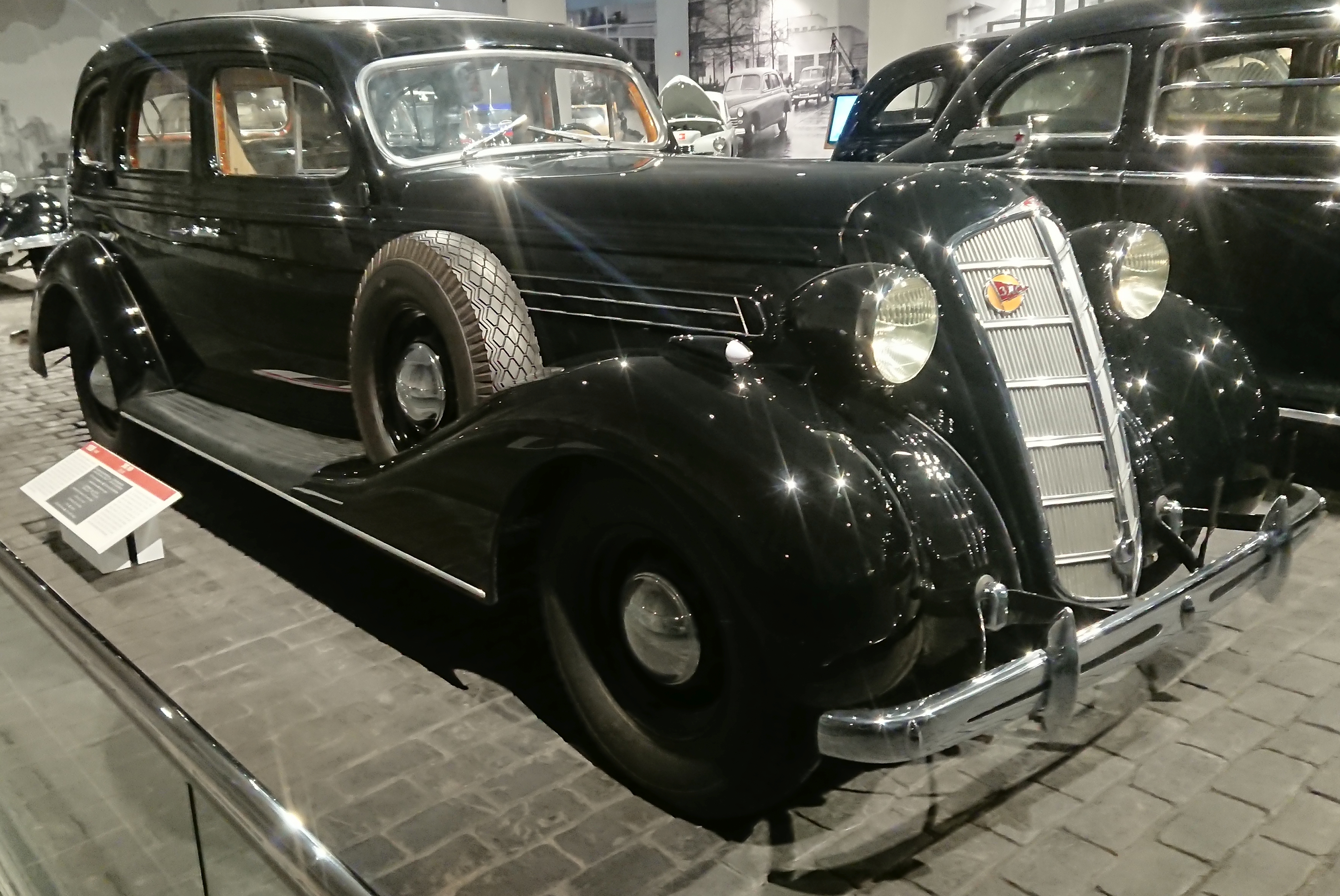
Кузов для советского автомобиля ЗИС-101 и оснастку для него создали на Budd Company в 1936 году.

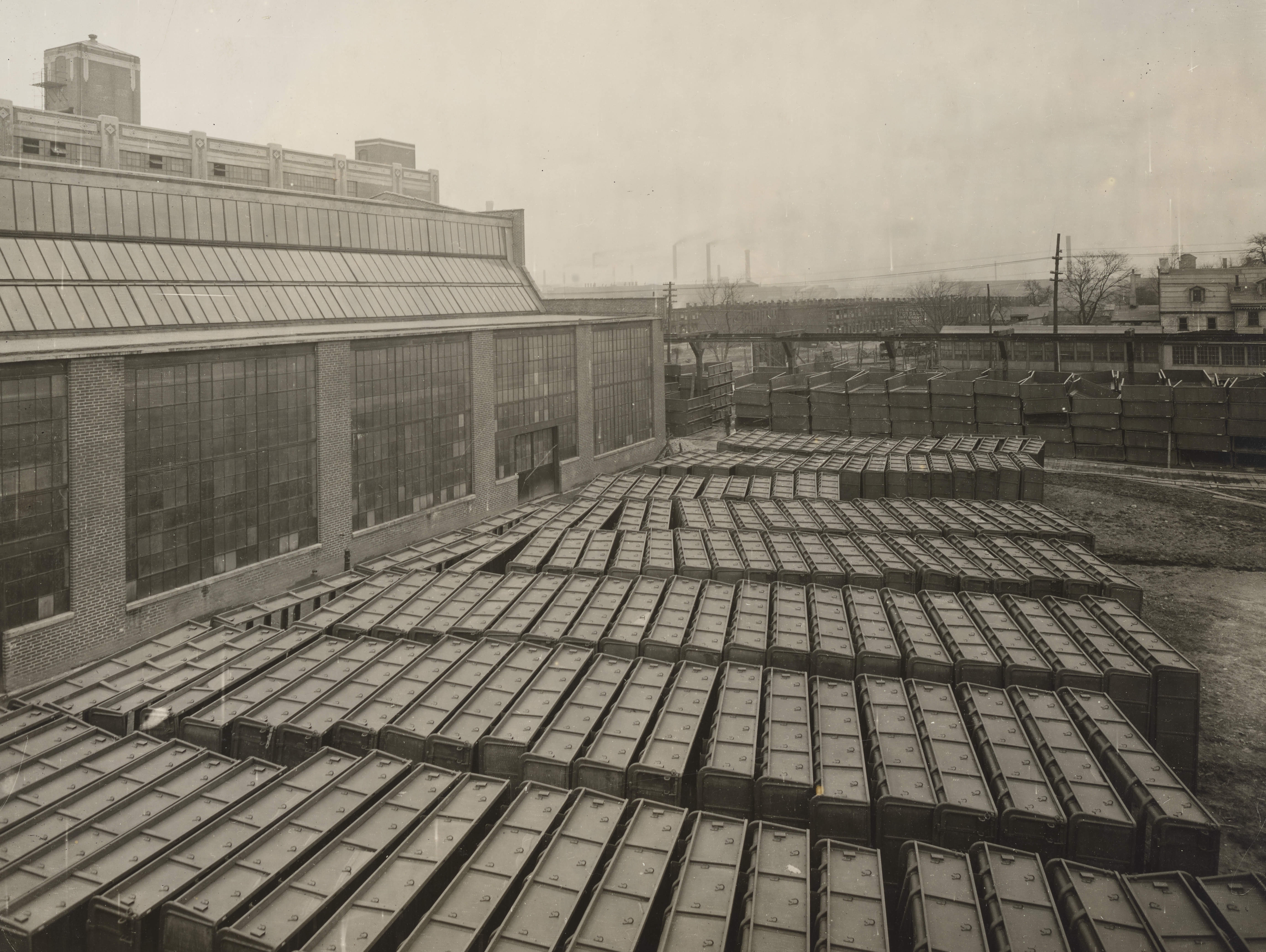
Завод в Филадельфии, 1918 год. Готовые кузова для армейских грузовиков «Либерти»

В 1913—1914 предприятие выполняло эпизодические, небольшие заказы. Первый крупный длительный контракт, на поставку кузовов недавно организованному заводу братьев Додж, был заключён в конце 1914 года. К концу 1915 года производство, базировавшееся в Филадельфии, поставляло в Детройт 500 кузовов в день; в 1916 году «Бадд» выпустил свой стотысячный кузов. Компания владела уникальным для своего времени набором технологий заготовки, штамповки и вытяжки стали, и самостоятельно изготавливала необходимую оснастку, что позволило ей временно монополизировать крупносерийное производство кузовов. В течение нескольких лет, пока крупные автозаводы не разработали собственные технологии, примерно 40 % американских автомобилей комплектовались кузовами «Бадд».
Во время Первой мировой войны заводы «Бадд» производили по государственному заказу кузова грузовых автомобилей, корпуса авиабомб, полевые кухни, бронеплиты для полевых укреплений. После войны «Бадд» вернулась к работе на гражданский автопром. Компания процветала: число работников достигло десяти тысяч, объём перерабатываемой стали — двадцати тысяч тонн в месяц, Эдвард Бадд получил прозвище «Генри Форда Востока». Проблемы с качеством стали заставили его заняться изучением металлов и технологий; к середине 1920-х годов в лабораториях «Бадд» сложился сильный коллектив исследователей во главе с технологом Эрлом Рагсдейлом.

### Совместные предприятия

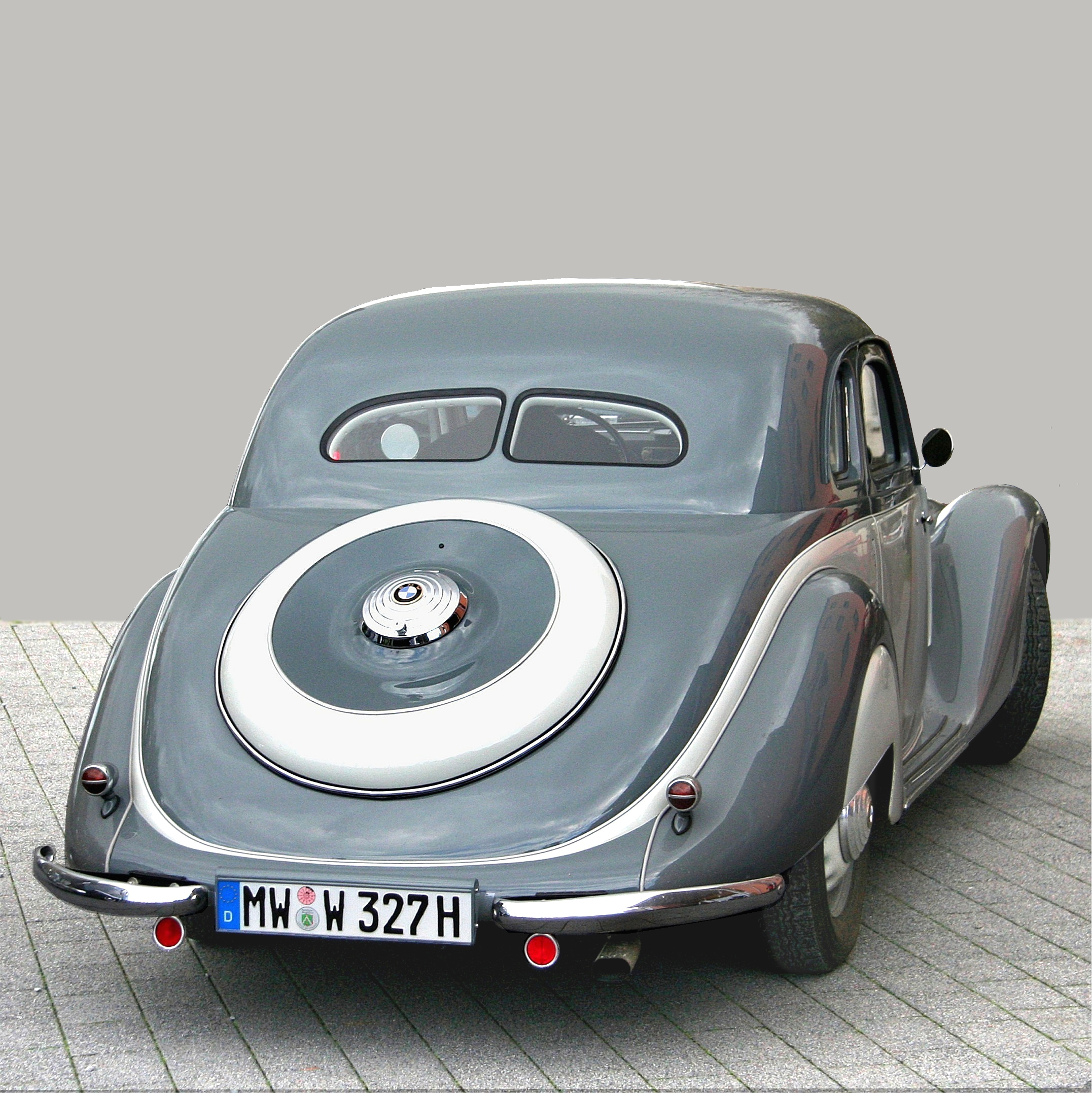
БМВ-327 в кузове «Амби-Бадд». Выпуск 1940 года, фото 2009 года

В 1916 году «Бадд» учредила в Детройте дочернее предприятие по производству металлических колёсных дисков. В 1924 году оно вошло в совместное предприятие «Бадд» и «Мишлен» по выпуску колёс для грузовиков: «Бадд» производил металлические колёса, «Мишлен» комплектовал их шинами.
В 1926 году «Бадд» и германская фирма Артура Мюллера учредили в Берлине совместное кузовное предприятие «Амби-Бадд». Первыми клиентами стали «Адлер», «Ганомаг» и «Бреннабор»; позже к ним присоединились «БМВ» и «НСУ». К 1928 году «Амби-Бадд» стало крупнейшим кузовным ателье Германии; на нём работали около 2500 человек, выпускавших до 200 кузовов в день. Во время Второй мировой войны завод был мобилизован на производство кузовов армейских «кюбельвагенов»; правительство США конфисковала долю «Бадд» в германском предприятии по Закону о торговле с врагом. В 1945 году завод прекратил существование, оборудование было вывезено в СССР.
Британское производство «Бадд» возникло около 1925 года по инициативе руководителя «Моррис Моторс» Уильяма Морриса. Совместное предприятие «Бадд» и «Моррис» построило новые цеха в Каули, на территории завода «Моррис», и начало выпуск цельнометаллических кузовов в 1927 году. В конце XX века в цеха бывшего СП переехало основное производство Morris.

## Технологические разработки

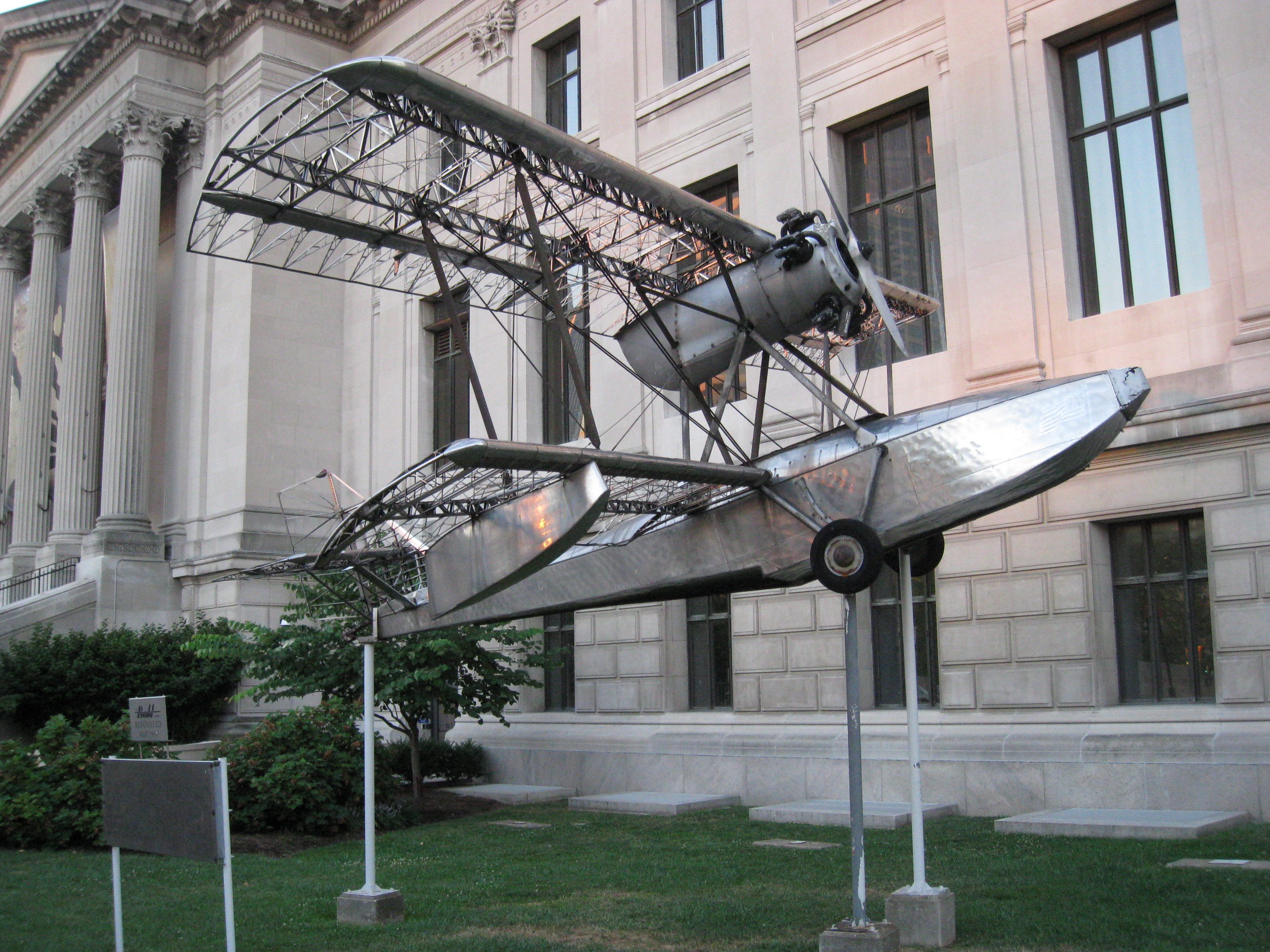
Budd Pioneer — гидросамолёт из нержавеющей стали у входа в Институт Франклина. Фото 2008 года

### Импульсная сварка
В 1928 году американские сталелитейные компании начали производство нержавеющей стали марки 18/8 по лицензии «Крупп». Внедрение нового материала осложнялось отсутствием надёжного способа его сварки. Технологи «Бадд» хорошо владели способами традиционной точечной сварки и попытались адаптировать его к нержавеющей стали. Лаборатория Рагсдейла путём проб и ошибок сумела подобрать необходимую длительность импульса тока (не более одной сотой секунды), и довела найденное решение до внедрения в производство. 14 марта 1931 Рагсдейл сделал патентную заявку на метод, получивший название импульсной сварки. Патент США № 1944106 на имя Рагсдейла стал самым ценным активом компании.

### Первый самолёт из нержавеющей стали
Тем временем, экономика США переживала тяжёлый экономический кризис. Производство кузовов сократилось на две трети, компания уволила значительную часть работников и всерьёз рассматривала возможность полного закрытия заводов. Никто из менеджеров «Бадд» не видел выхода из положения, и тогда Эдвард Бадд принял парадоксальное решение — строить самолёт из нержавеющей стали. Компания, никогда не работавшая с авиацией, приобрела у Энеа Босси чертежи итальянской летающей лодки «Савойя-Маркетти» S.56 и адаптировала его конструкцию под использование нового материала. Летом 1932 года опытный самолёт, построенный из листовой стали 18/8 толщиной 0,15 мм, успешно поднялся в воздух, а затем отправился в рекламное турне по Европе. Новинка имела наибольший успех во Франции. Французские авиазаводы приобрели лицензию на технологию «Бадд», а американские заводы компании получили контракт на производство нержавеющих радиаторов для французской авиации. В 1935 году компания передала самолёт, многократно окупивший вложения, в Институт Франклина.

### Автомотрисы на шинном ходу

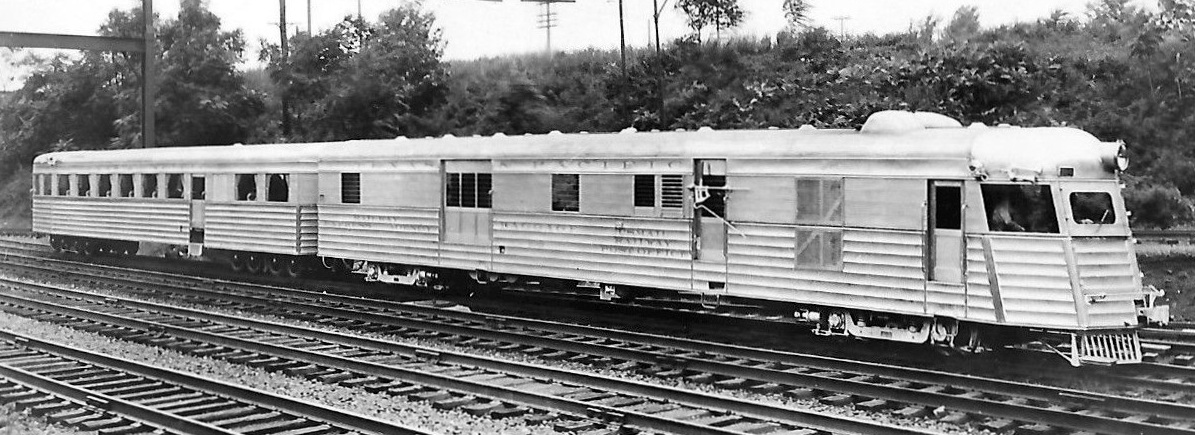
Silver Slipper — единственный двухвагонный дизель-поезд «Бадд-Мишлен» на шинном ходу. Фото 1933 года

В 1931 году «Мишлен» продемонстрировала Эдварду Бадду опытный вагон на шинном ходу и предложила ему обмен технологиями. Получив патентные права на резино-металлические колёса «Мишлен», Бадд предпринял постройку опытной автомотрисы на шинном ходу. Компания недавно изготовила для «Крайслер» опытный нержавеющий автобусный кузов, и его адаптация для езды по рельсам не вызывала вопросов. В январе 1932 года двенадцатиметровый «Зелёный гусь» (англ. Green Goose) вышел на испытания; в мае 1932 года второй прототип отправился на испытания во Францию. Бадд энергично продвигал новинку в среде железнодорожников, но сумел договориться только с тремя компаниями и продал лишь пять автомотрис, включая один сочленённый двухвагонный поезд. Автомотрисы на шинном ходу «Бадд-Мишлен» оказались ненадёжны в эксплуатации; наиболее долговечная из них прослужила до 1944 года.

### Скоростные дизель-поезда

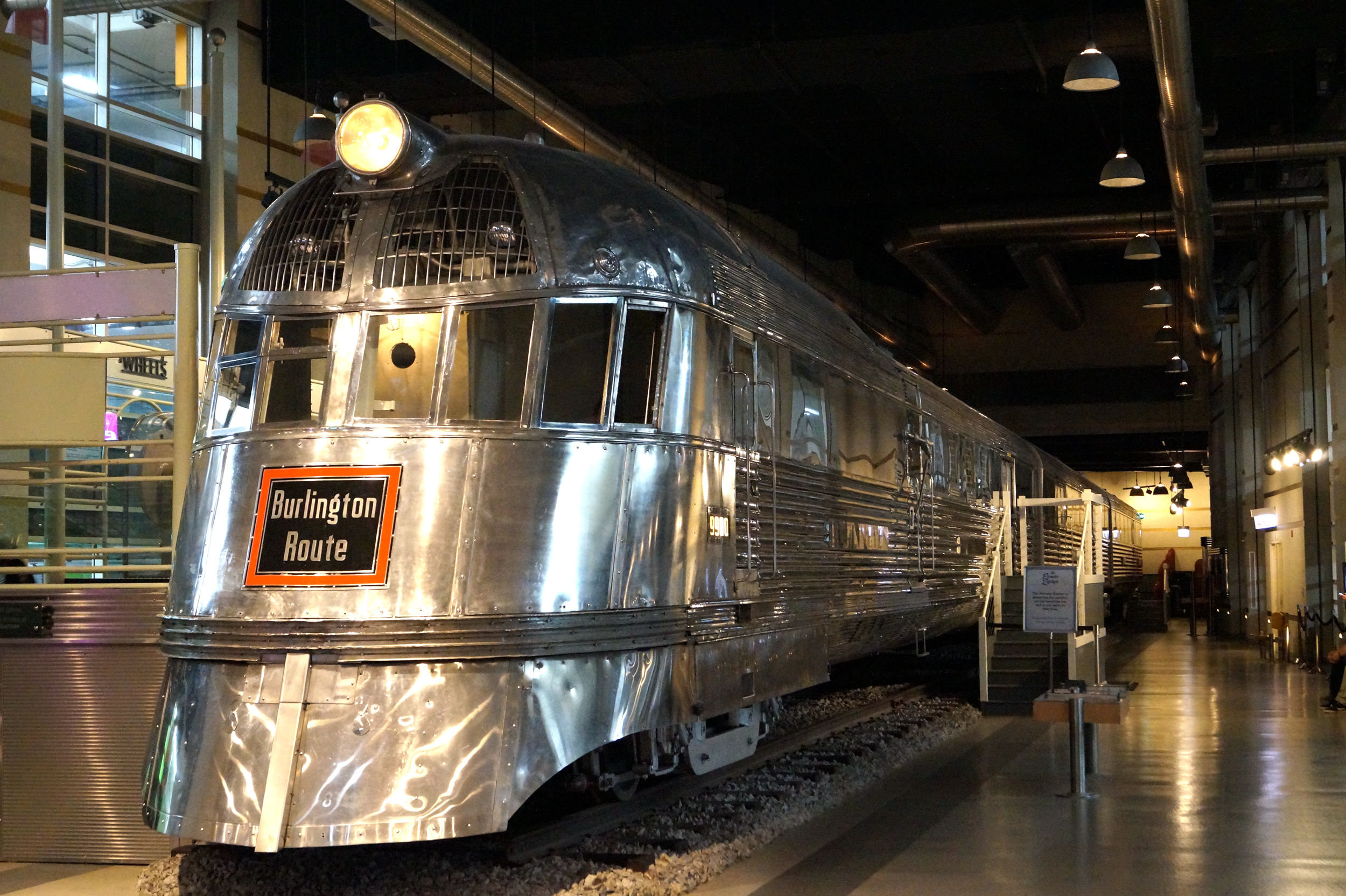
«Зефир» в чикагском Музее науки и промышленности. Фото 2018 года

Железнодорожные компании США искали выход из кризиса в замене тяжёлых, дорогих в эксплуатации поездов на паровой тяге на лёгкие, экономичные, привлекательные для пассажиров поезда с двигателями внутреннего сгорания. В 1933 году к «Бадд» обратились две конкурирующие железные дороги Среднего Запада США — «Юнион Пасифик» и «Берлингтон». Первая, рассмотрев предложения четырёх поставщиков, заказала поезд нового поколения у «Пульман-Стандарт». Президент «Берлингтон» Ральф Бадд, однофамилец Эдварда Бадда, заключил контракт с «Бадд». Новый трёхвагонный сочленённый поезд должен был использовать перспективный, ещё не существовавший в металле дизельный двигатель Чарльза Кеттеринга и традиционные металлические колёса, и поддерживать эксплуатационную скорость не менее 100 миль/ч (161 км/ч).
Главным конструктором дизель-поезда стал авиационный инженер, недавний выпускник Массачусетского технологического института (МТИ) Альберт Гарднер Дин. Конструктивную основу Дин заимствовал у опытных автомотрис на шинном ходу, а внешний облик — из мира авиации, автомобилей и трамваев. Безрамные вагоны нового поезда сваривались из тонких листов нержавеющей стали 18/8. Главными несущими элементами служили сэндвичевые конструкции пола, выполненные из гофрированной и плоской нержавеющей стали, и подкреплённые снизу продольными стрингерами. Подвагонные пространства, включая тележки, были закрыты аэродинамическими обтекателями. На лобовых поверхностях не было ни одной выступающей детали, не было и заклёпок — все соединения, примерно 125 тысяч точек на каждый вагон, выполнялись импульсной сваркой. Новейший двухтактный дизельный двигатель приводил в движение две оси тяговой тележки посредством электрической передачи производства «Электро-Мотив». Количество тележек было сокращено с шести до четырёх благодаря применению тележек Якобса: концевые тележки второго вагона одновременно поддерживали головной и хвостовой вагоны. Интерьеры пассажирских салонов разработал партнёр Поля Кре Джон Харбисон. В первоначальной конфигурации поезд имел лишь 72 сидячих места: Ральф Бадд рассчитывал использовать его на малолюдном, убыточном маршруте. Один дизель-поезд, делающий одну пару поездок в день, мог заменить два паровоза и шесть пассажирских вагонов, суммарно весивших в восемь раз больше и причинявших пропорционально больший износ путей.
26 мая 1934 года поезд, получивший фирменное имя Burlington Zephyr («Зефир»), успешно совершил рекордный безостановочный пробег длиной 1633 км из Денвера в Чикаго. Средняя скорость движения составила 125 км/ч, почти вдвое быстрее традиционных поездов, а расход топлива — всего 1582 л, стоивших в то время 17 долларов. Восторженная реакция прессы была сравнима с освещением трансатлантического перелёта Линдберга. «Зефир» стал родоначальником семейства из десяти скоростных поездов. Девять из них эксплуатировались в сети «Берлингтон»; Бадд смог продать на сторону, в Новую Англию, лишь один трёхвагонный состав. Все поезда оказались надёжными, прибыльными, и прослужили до конца 1950-х — начала 1960-х годов.

### Второй самолёт из нержавеющей стали

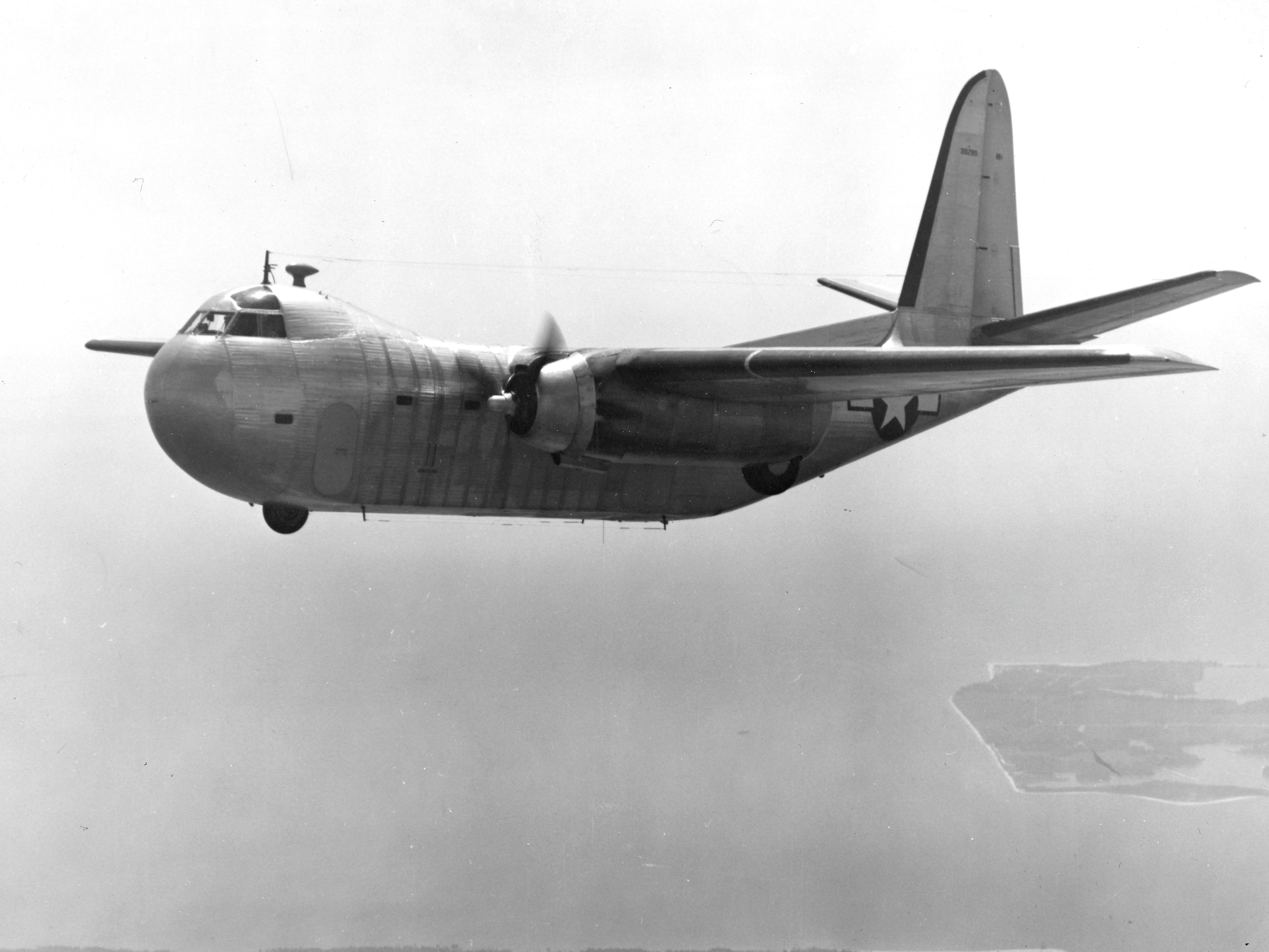
«Конестога» ВМС США в полёте. Заметна мелкая «морщинистая» гофрировка обшивки фюзеляжа. Фото 1944 года

В 1940 году Военно-морские силы США объявили конкурс проектов на разработку транспортного самолёта. Новый самолёт должен был иметь лётные характеристики на уровне «Дугласа» DC-3, широкий боковой погрузочный люк и прочный пол грузового отсека. Компания, имевшая лишь опыт постройки лёгкого самолёта по готовым чертежам, решила участвовать в конкурсе и создала рабочую группу, в которой лишь один человек с опытом работы в авиапромышленности (позже, в 1942—1943 годы, к проекту присоединился Франк Пясецкий). Эксперты «Бадд» предложили две компоновочные идеи, до того не применявшиеся в авиации: размещение кабины управления над грузовым отсеком, что позволяло продлить последний до носовой оконечности фюзеляжа, и вынос оперения высоко над фюзеляжем, что позволяло устроить в хвосте погрузочную рампу. Традиционный центроплан отсутствовал, пространство между корнями крыльев было отдано грузовому отсеку. Самолёт ценой один миллион долларов должен был иметь трёхстоечное шасси с передней опорой, и быть построен из нержавеющей стали.
В августе 1942 года компания, не рассчитывавшая всерьёз на удачу, неожиданно получила заказ флота на производство 200 самолётов, а затем заказ Армии США на ещё 400 единиц. Государство согласилось с назначенной «Бадд» ценой и обязалось профинансировать строительство нового авиазавода. Завод был построен в рекордные сроки; одновременно со стройкой, инженеры «Бадд» составляли проект и рабочую документацию для производства. 27 октября 1943 опытный самолёт, получивший имя «Конестога», совершил первый удачный полёт. После того, как компания произвела 25 и передала флоту 17 самолётов, военные расторгли контракт «по соображениям стратегии и логистики»: страна более не испытывала дефицит алюминия, следствием которого и был заказ на «Конестоги». Выпущенные самолёты благополучно прослужили в морской авиации до конца войны. Содержать небольшой отряд уникальных самолётов в мирное время было нецелесообразно; военные проданы 14 единиц недавно учреждённой гражданской транспортной компании, три машины оказались в Центральной Америке. Бывший авиазавод был выкуплен «Бадд» в собственность, и стал основной вагоностроительной площадкой компании.

## Производство вагонов

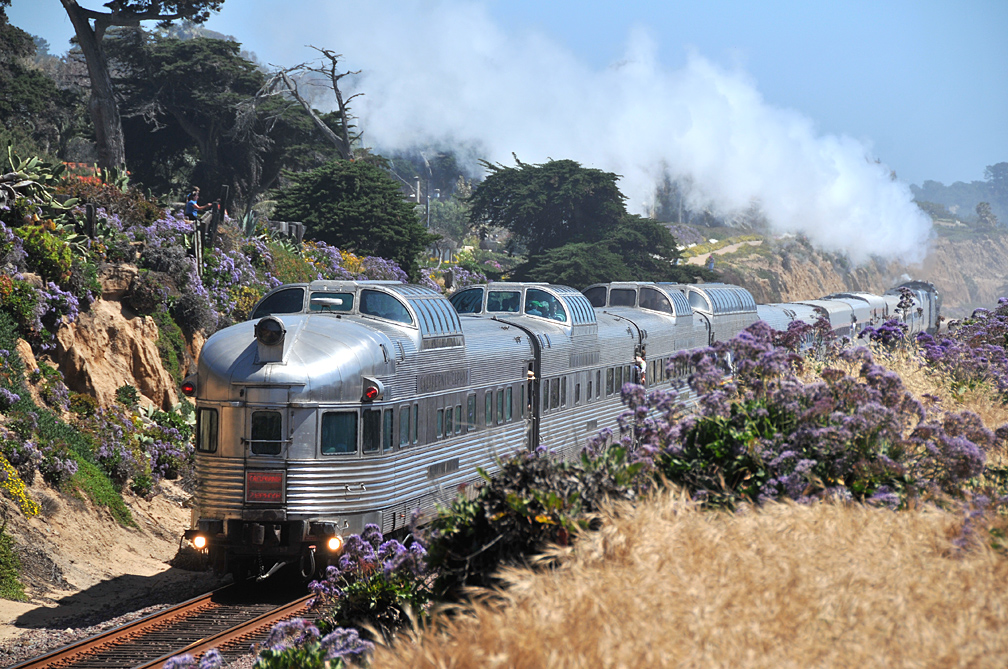
Пассажирские вагоны «Бадд» с остеклёными куполами. Выпуск 1948—1950-х годов. Фото 2010 года.

После успеха «Зефира» компания развивалась в трёх сегментах: вагоны метрополитенов, автомобильные полуприцепы и пассажирские железнодорожные вагоны. Уже в 1934 году «Бадд» поставила в Нью-Йорк первый поезд метро из нержавеющей стали. Производство полуприцепов началось в том же году и последовательно развивалось, в 1940 «Бадд» получила от «Фрухауф» крупнейший заказ в 10000 единиц. Главным же направлением деятельности стало производство пассажирских поездов из нержавеющей стали. В 1934—1941 компания поставила четырнадцати железным дорогам 47 скомплектованных поездов (свыше 600 или, по иным данным, 487 вагонов). Успех «Бадд» спровоцировал иски со стороны фактического монополиста, компании «Пульман». Результатом встречных исков и антимонопольного расследования стало расчленение «Пульман» на независимые эксплуатационную и производственную компанию.
Вступление США во Вторую мировую войну привело к полной остановке гражданского производства: заводы «Бадд» были мобилизованы на выполнение военных заказов на армейские автомобили и корпуса авиабомб. Сразу по завершении войны компания возобновила выпуск вагонов, чтобы удовлетворить послевоенный всплеск спроса. Эдвард Бадд и Эрл Рагсдейл умерли в 1946 году, но и при новом руководстве компания продолжила успешное развитие. Объёмы продаж быстро вышли на уровень свыше 200 вагонов в год; в 1954 году «Бадд» заключила крупнейший в своей истории заказ на поставку в Канаду 173 вагонов стоимостью 40 миллионов долларов.

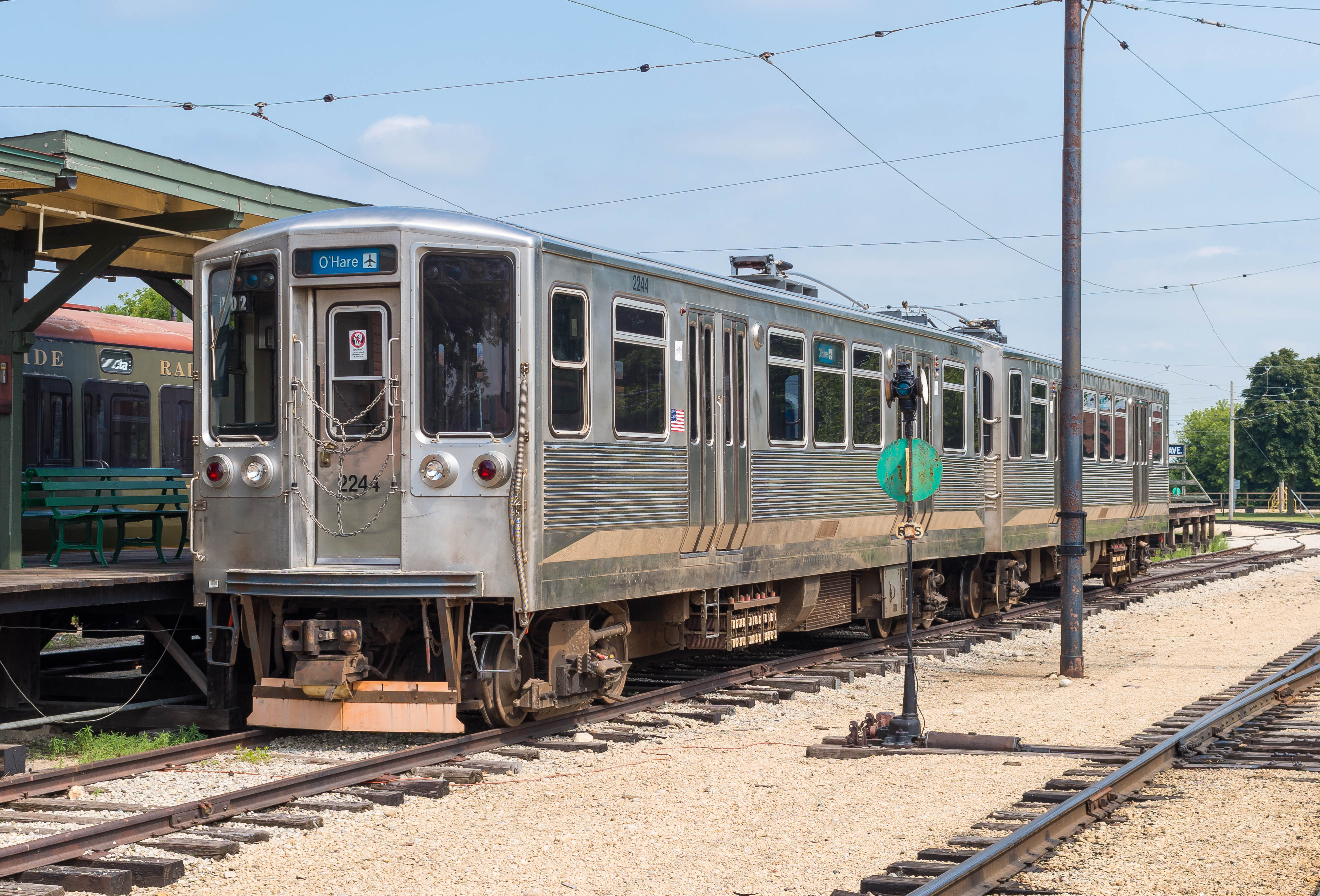
Поезд Чикагского метрополитена. Вагон серии 2200, выпуск 1969—1970 годов. Фото 2014 года

C 1949 года «Бадд» выполняла крупные заказы на электропоезда пригородных сетей и метрополитенов Нью-Йорка и других городов Восточного побережья. В 1950 году, после экспериментов «Берлингтон» (1945) и опытного «поезда будущего» «Пульман», компания начала выпуск инновационных вагонов с остеклёнными куполами. Развитием этого типа вагонов стали выпускавшиеся с 1952 года двухуровневые вагоны «Хай-Левел».
В середине 1950-х годов в США вновь обрела популярность концепция сверхлёгких поездов и автомотрис, но «Бадд» воздерживалась от крупных инвестиций в этот тип экономически сомнительный вид транспорта. Исключением стали 398 дизельных автомотрис RDC, построенных в 1959—1966 годы и хорошо зарекомендовавших себя на практике. Явным провалом стал лишь опытный малогабаритный поезд, построенный в 1956 году по заказу Пенсильванской железной дороги.
В 1960-е годы производство поездов для магистральных дорог сокращалось, но возросли поставки поездов метрополитенам Филадельфии (270 вагонов в 1960 году), Нью-Йорка (600 вагонов в 1964—1965), Нью-Джерси (75 вагонов в 1969) и в особенности Чикаго (750 вагонов в 1969—1984).

## Кризис и ликвидация
В 1970-е годы положение «Бадд» стабильно ухудшалось из-за усиления конкуренции и роста расходов на оплату труда. Последним инновационным проектом компании стал лёгкий региональный поезд SPV-2000 — преемник автомотрис RDC в стилистике вагонов «Амтрак». Новинка вышла на рынок в 1978 году и успеха не имела. Компанию поддерживали на плаву лишь длительные контракты на поставки метрополитенам. «Бадд» неоднократно пыталась продать убыточные заводы, но сделки срывались из-за противодействия антимонопольных органов США. В 1978 году сама компания «Бадд» была поглощена «Тиссен АГ» и сменила название на «Бадд Тиссен».
В 1984 году «Бадд Тиссен» выделил свой крупнейший завод, всё ещё занятый производством вагонов метро, в отдельную корпорацию. Положение продолжало ухудшаться, и в 1987 году завод был закрыт. Интеллектуальная собственность «Бадд Тиссен» перешла во владение «Бомбардье», а остававшиеся производственные активы были ликвидированы в 2006—2012 годы.